# Брейн, Обри
О́бри Ха́рольд Брейн (англ. Aubrey Harold Brain; 12 июля 1893, Лондон — 21 сентября 1955) — британский валторнист, отец Денниса Брейна.

## Биография
Обри Брейн родился в лондонской музыкальной семье. Его отец, Альфред Эдвин Брейн старший, играл на валторне в Лондонском симфоническом оркестре. Альфред Брейн, старший брат Обри, также стал известным валторнистом. Он много лет занимал место первого валторниста в оркестре знаменитого лондонского Куинс-холла, а затем в 1923 году переехал в Соединённые Штаты.
Окончив в 1911 году Королевский колледж музыки, Брейн сразу же начал работать в оркестре New Symphony. В 1912 он участвовал в гастролях Лондонского симфонического оркестра под управлением знаменитого Артура Никиша. На следующий год он уже возглавлял группу валторн оперного оркестра сэра Томаса Бичема. Бо́льшую часть своей исполнительской карьеры Обри Брейн провел в качестве солиста Симфонического оркестра BBC, откуда он вынужден был уйти в 1943 году из-за болезни.
После смерти своего учителя Адольфа Борсдорфа в 1923 году Обри стал профессором Королевского музыкального колледжа. В числе учеников Обри Брейна были его сын Деннис, Айфор Джеймс, Алан Сивил и многие другие впоследствии известные музыканты.
Обри Брейн был женат на певице театра Ковент-Гарден Марион Били. Их двое сыновей также стали музыкантами: Леонард стал профессиональным гобоистом, Деннис добился славы одного из лучших валторнистов XX века.
Специально для Обри Брейна английский композитор Этель Смит, также известная как деятель феминистического движения, написала свой концерт для скрипки, валторны и оркестра. Первым исполнителем также стал Брейн. Мировая премьера состоялась 5 марта 1927 года под управлением дирижёра Генри Вуда, вместе с Брейном солировала скрипачка Джелли д’Араньи.
Сохранился ряд аудиозаписей Обри Брейна, в т. ч. трио Брамса с Рудольфом Сёркиным и Адольфом Бушем. Эта запись, сделанная в 1937 году в студии «Эбби Роуд», впоследствии многокрастно переиздавалась.